# Weinkauf

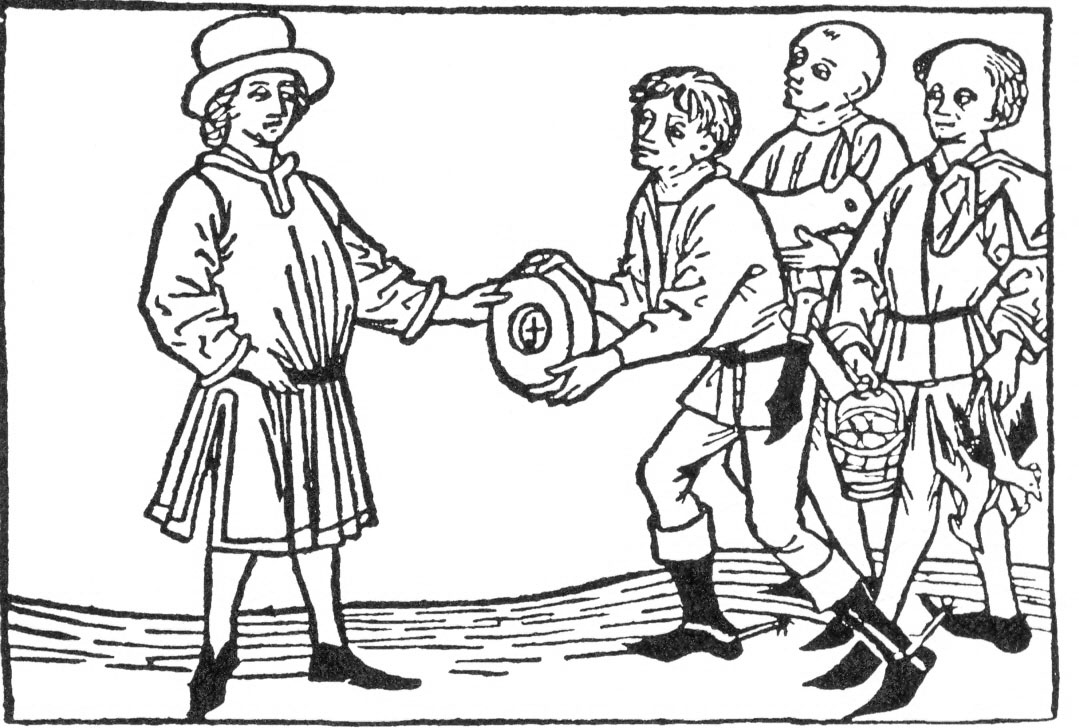
Bauern liefern ihre Abgaben an den Grundherrn ab. Holzschnitt aus dem 15. Jahrhundert

Mit Weinkauf (lat. Laudemium) wurde vom 16. bis ins frühe 19. Jahrhundert ein Antrittsgeld bzw. eine Hofübernahmegebühr bezeichnet, das bei Übernahme eines Kolonats von einem Leibeigenen und vielfach auch bei der Übernahme eines Meierhofs von dem Meier an den Grundherrn zu zahlen war.
Der Begriff hat mit Wein nichts zu tun, sondern stammt von dem niederdeutschen Wort Winkop ab. Die erste Silbe beinhaltet den Ausdruck Gewinn und bedeutet in diesem Fall Nutzungsrecht an Grund und Boden. Win wurde beim Übertragen ins Hochdeutsche zunächst irrtümlich in wien und dann in wein verändert.
Der Weinkauf gehörte zu den unregelmäßigen Gefällen und wurde fällig, wenn ein Höriger oder Meier z. B. durch Erbschaft oder Eheschließung Rechte an einem Hof des Grundherrn erwarb. Weinkauf wurde auch bei der Neugründung eines Hofes oder bei der Neuvergabe einer Hörigenstelle nach dem erbenlosen Tod der Vorbesitzer fällig. Der in der Regel leibeigene Bauer erkannte mit der Zahlung das Eigentumsrecht des Grundherrn an, erwarb damit aber seinerseits gewisse Eigentumsrechte, die der Grundherr mit erfolgter Zahlung anerkannte. Übernahm zum Beispiel ein Nachfolger das Nutzungsrecht, so bekam sein Vorgänger eine Abfindung. Manchmal wurde der Weinkauf für das Kolonat im Abstand von einigen Jahren mehrmals fällig. Die Höhe des Weinkaufs richtete sich nach der Größe des Besitzes und dem Wert des Inventars.
Da bei einer Eheschließung der neu auf einen Hof ziehende Ehepartner zur Zahlung verpflichtet war, sind Weinkaufsregister, die sich in der Regel in den Registern über die grundherrlichen Einnahmen befinden, erstrangige genealogische Quellen. In vielen Fällen reichen sie zeitlich weit über Kirchenbuchaufzeichnungen hinaus.